# Historisches Archiv Ljubljana
Das Historische Archiv Ljubljana (Zgodovinski arhiv Ljubljana) ist das für die Geschichte der Hauptstadt Sloweniens und ihrer Umgebung zuständige Archiv, sein Sitz ist in Ljubljana, Mestni trg 27. Darüber hinaus ist es für die Bestände in Kranj, Novo mesto, Škofja Loka und Idrija zuständig, wo Dépendancen bestehen.

## Geschichte
1689 machte Janez Vajkard Valvasor auf die Bedeutung der im Rathaus lagernden Bestände aufmerksam, die zu dieser Zeit noch volle Gültigkeit als Rechtsquellen hatten. Als sie im Laufe des 18. und 19. Jahrhunderts ihre rechtliche Bedeutung verloren, waren sie nur noch für historisch Interessierte von Bedeutung. Bürgermeister Etbin Henrik Costa sorgte dafür, dass der Historiker Peter pl. Radics die Bestände ordnen konnte. 
Bei den Beständen, die dieser 1866 erfasste, handelte es sich um 69 Dokumente des 14. bis 18. Jahrhunderts, 213 Facsimilia von Archivalien des 18. und 19. Jahrhunderts, 66 Hofbestände des 16. bis 18. Jahrhunderts, 177 Steuerbücher, die zwischen 1600 und 1752 entstanden waren, sowie mehr als 200 Stücke, die nicht zu Faszikeln gebunden waren. Nach 1866 war niemand mehr für die Bestände unmittelbar verantwortlich.
Erster Archivar der Stadt wurde der Dichter Anton Aškerc († 1912), der am 15. Juli 1898 seine Arbeit aufnahm. Die Finanzierung des Stadtarchivs Laibach organisierte der seinerzeitige Bürgermeister Ivan Hribar, der von 1896 bis 1910 amtierte, daher war das Archiv zunächst ein Teil der Stadtverwaltung. Nachfolger im Amt des Archivars wurde 1913 Oton Župančič, der gleichfalls Dichter war, doch leistete er nichts für das Archiv – ein Zustand, der bis 1921 andauerte. 

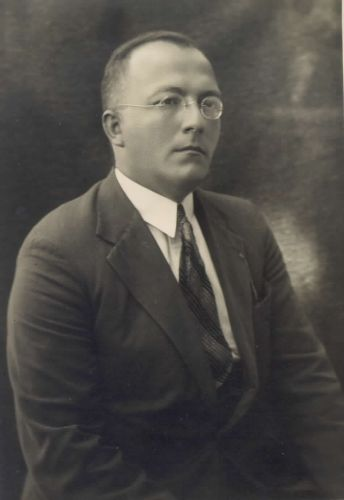
Vladislav Fabjančič, 1923 bis 1933 und 1936 bis 1950 Archivleiter

Nach dieser schlechten Erfahrung wurde der Posten erst 1923 mit Vladislav Fabjančič neu besetzt, der allerdings auch nur Politiker und Essayist war – daher protestierte die Gesellschaft slowenischer Autoren gegen seine Einstellung. Auch er leistete nichts für das Archiv, außer, dass er über die gute Arbeit bis 1912 berichtete, und dass seither kaum etwas geschehen sei, wenn man davon absah, dass einige Bestände verschwunden waren.
1933 folgte ihm, als er drei Jahre abwesend war, Lojze Slanovec nach. Er publizierte eine Zeitschrift zur Stadtgeschichte und bemühte sich um Außenwirkung des Hauses. Am 19. April 1933 wurde ein Komitee für Museen und Archive eingerichtet, ebenso wie eine Kultursektion, in deren Rahmen das Archiv fiel. Schon zu Aškercs Zeit waren Archiv und Bibliothek aufs engste miteinander verknüpft, so dass sie auf Beschluss vom 27. Februar 1934 im Folgejahr gemeinsam in den Auersperg-Palast umzogen. Dabei entstand eine erhebliche Unordnung, das Archiv erhielt ganze 155 Quadratmeter Fläche. Zudem verstarb Slavonec und Vladislav Fabjančič († 1950) besetzte wieder das Amt. Wider Erwarten gelang es ihm, die chaotischen Zustände zu beenden und das Material neu zu ordnen. 

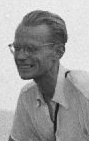
Sergij Vilfan, Direktor von 1950 bis 1972

Mit den Statuten von 1939 wurde diese laienhafte Führung des Hauses beendet. Sie schrieben vor, dass der Leiter ein ausgebildeter Historiker sein musste. Nun entstand ein Überblick über die Häuser der Stadt seit 1600 und eine Liste der Bürgermeister und Richter ab 1269. Während ds Zweiten Weltkriegs wurden die Bestände in einem Bunker untergebracht. Nach dem Krieg wurde die Einrichtung zu einer Abteilung für Kultur und Wissenschaft des Volkskomitees von Ljubljana.
Erst 1951 wurde das Archiv eine unabhängige Kulturinstitution. Vom 17. Juni bis zum 1. Oktober leitete Jože Šorn das Haus, ihm folgte Božo Otorepec nach. Schließlich wurde am 1. Dezember 1950 Sergij Vilfan Direktor, der bis 1972 amtierte. 
Als 1953 das Archiv ins Rathaus zurückkehrte, womit sich die Lagerfläche auf 525 Quadratmeter vergrößerte, verblieb die Bibliothek jedoch in dem besagten Palast. Das Archiv seinerseits begann, eine neue Bibliothek aufzubauen, die vorrangig als Grundlage für die Arbeit der Archivare und der Nutzer dienen sollte. Daher beschränkten sich die Anschaffungen auf Fachliteratur zum Archivwesen und auf Literatur zur Lokalgeschichte. 1972 wurde Jože Žontar neuer Direktor. Zu dieser Zeit arbeiteten nur elf Angestellte im Archiv, von denen fünf an Universitäten Graduierte waren. 1973 entstanden vier Organisationseinheiten, aus dem Stadtarchiv wurde das Historische Archiv. Auch begann man mit der systematischen Herausgabe archivalischer Arbeiten im Gradivo in razprave (ab 1979). 1980 kamen separate Abteilungen in einigen Nachbarstädten hinzu.
Das Archiv ist heute in fünf Dépendancen aufgeteilt, die einerseits Ljubljana umfassen, dazu kommen Bestände in Kranj (Savska cesta 8), Novo mesto (Skalickega ulica 1 (grad Grm)), Škofja Loka (Partizanska cesta 1c) und Idrija (Prelovčeva ulica 2). Damit erfassen die Bestände die Überlieferung von insgesamt 20 staatlichen Organisationseinheiten.
1992 leitete Janez Kopač das Archiv, der jedoch formal nur von 1995 bis 1996 sein Direktor war. In dieser Zeit zogen auch die vielfach notdürftig untergebrachten Bestände in den Dépendancen in besser gesicherte Räumlichkeiten um. In Idrija wurden sie aus der Burg in das ehemalige Gymnasium transferiert, in Novo mesto zogen die Dokumente von der ehemaligen Kartelj-Grundschule 1996 in renovierte Räumlichkeiten der Grm-Burg, wohin auch die Bestände aus Dolenjska und Bela krajina 1997 umzogen. 
Ab 1998 wurde statt der etwa 50 Gemeinden, die bis dahin das Archiv finanziert hatten, die Republik Slowenien einzige Oberherrin und Finanzierin des Hauses. 1999 wurde Branko Kozina Direktor des Hauses. Ende 2000 verteilten sich die Bestände immer noch auf 16 Standorte.

## Bestände und Veröffentlichungen
2008 befanden sich in Ljubljana 5949,1 Regalmeter Archivalien, in Kranj 2809,6, in Novo mesto 1389,4, in Škofja Loka 776,9 und in Idrija 722,9 Regalmeter, insgesamt also 11.647,9 Regalmeter. Unter den herausragenden Publikationen sind Malefične svoboščine Ljubljančanov (ein Strafgesetzbuch, also eine Quellenedition) und Ljubljanski župani skozi čas 1504-2004 (Bürgermeister Ljubljanas von 1504–2004) zu finden. Seit 1964 sind sämtliche Bestände im von der National- und Universitätsbibliothek erstellten Gesamtverzeichnis eingetragen. 
2008 wurde das Archiv Mitglied des nationalen bibliographischen Systems, der COBISS (Kooperativni online bibliografski sistem in servisi), ab 2012 übernahm es darin eine aktive Rolle. Das Historische Archiv verfügt über eine Publikationsliste zu den Beständen und zu Einzelthemen. Via Internet stehen drei Bände der von Boža Otorepca herausgegebenen Dokumente zur Stadtgeschichte zur Verfügung, genauer gesagt Band III, IV und VIII.